# Quartier perdu
Quartier perdu est un roman de Patrick Modiano paru en 1985 aux éditions Gallimard.

## Résumé
Ambrose Guise, auteur de roman policier anglais – Jean Dekker dans une vie précédente –, revient à Paris vingt ans après l'avoir quitté. Les souvenirs de sa jeunesse remontent à la surface dans un Paris crépusculaire : sa rencontre avec Carmen Blin, Georges Maillot, de Rocroy, des êtres marqués par le deuil, et les réminiscences d'un meurtre qui l'a conduit à fuir et à se découvrir... 

## Personnages
- Ambrose Guise, alias Jean Dekker, écrivain
- Yoko Tatsuké, éditeur japonais
- Daniel de Rocroy, ex-avocat
- Ghita Wattier
- Bernard Farmer, commerçant de tableaux anciens
- Tintin Carpentieri, régisseur de cinéma
- Georges Maillot, réalisateur et ami de Carmen Blin
- Philippe et Martine Hayward
- Lucien Blin, propriétaire du haras de Varaville
- Carmen Blin, sa femme
- Hurel, majordome à tête de jockey de Carmen Blin
- Une mystérieuse jeune femme brune